# 報道ステーション SUNDAY
『報道ステーション SUNDAY』（ほうどうステーション サンデー）は、テレビ朝日系列で2011年（平成23年）10月2日から2017年（平成29年）4月2日まで毎週日曜日に生放送されていた大型ニュース・情報番組である。全276回。
番組タイトルロゴおよび番組上の表記は「報道STATION SUNDAY」、略称は「報ステSUNDAY」（ほうステサンデー）。番組のキャッチフレーズは「週末、何があったか」。

## 概要
テレビ朝日は、1989年4月2日より日曜日の10・11時台枠に『サンデープロジェクト』の放送開始以来、『サンデー・フロントライン』（2010年4月放送開始）に至るまで報道・政治系番組を放送して来たが、2011年10月からは現在平日夜のプライムタイム帯枠で放送している『報道ステーション』（以下平日版）と連動して、新たな形であらゆるテーマについて掘り下げて報道することを狙いとしていた。政治家へのインタビューは継続された。
また、関東地方にて毎週土曜日夕方に放送してきた『報道発 ドキュメンタリ宣言』も、この番組に統合されてコーナーとして放送されていた（事実上インサート化）。『サンデー・フロントライン』と同様ANNフルネット局（24局）のみの放送となっていた。また、前番組までは朝日ニュースターでの時差放送があったが、当番組では時差放送は行わなかった。
メインキャスターには『サンデースクランブル』のメインキャスターであった長野智子（フリーアナウンサー・元フジテレビアナウンサー）と放送開始時点で当時テレビ朝日アナウンサーの富川悠太が起用された。
2012年4月8日より、平日版と同様に番組と連動したデータ放送を開始したが2015年9月27日放送分を以ってデータ放送が終了した。
関東地区における視聴率については、日曜昼前時代は4-5%程度で推移していた（日によっては8%程度まで上昇する事もあった）。
2015年4月5日からは、放送時間を毎週日曜日の16:30 - 18:00に変更。長年にわたって放送されてきた『ANNスーパーJチャンネル』の日曜版に代わって、「日曜夕方の全国向けニュース」の役割を担う。その一方で、『チェック・ザ・ステーション』以来報道番組を編成してきた日曜午前10時枠を、バラエティ番組の放送枠に変更した。なお、放送枠の移動後は、17:25 - 17:50を全国ニュースパート、17:50 - 18:00をローカル枠に充当していた（そのうち17:55までを系列局単位でのローカルニュースパートに設定していた。また、一部系列局では17:55終了としていた）。
2016年3月31日に平日版のメインキャスターを務めてきた古舘伊知郎が降板し、後任に富川が就任するため同年3月27日で当番組及び同年3月31日で平日版リポーターを降板。代わりに同年3月27日まで『サンデースクランブル』のメインキャスターを務めていた平石直之が4月3日からサブキャスター及び4月11日から平日版リポーターとしてそれぞれ出演していた。
なお、2017年4月23日から日曜20:54 - 21:54枠に当番組のリニューアル版番組『サンデーステーション』が開始となるため、当番組は同年4月2日をもって発展的解消となった。翌週の同年4月9日からは、17:30 - 18:00枠で当番組に替わる日曜夕方のニュース番組として『ANNスーパーJチャンネル（日曜版）』が2年ぶりに復活。また、16:30 - 17:30枠には『帰れまサンデー』が日曜午前から枠移動した。なお、長野は『サンデーステーション』のメインキャスターに就任し、当番組に出演していた後藤謙次・林美沙希も同番組に続投となった。なお、1年後の2018年4月1日から日曜20:54 - 21:54枠の『サンデーステーション』が当番組終了時と同じ日曜16:30 - 18:00枠に移動した（『ANNスーパーJチャンネル』〈日曜版〉は再び廃枠となった）が
、2020年秋の長野降板に伴う全面リニューアルに合わせて再び21時台に復帰した（2024年9月に終了）。また、夕方時代に出演していた久冨慶子も2019年10月から『サンステ』にレギュラー出演し当枠復帰を果たした。

### 平日版との相違点
平日版の特別リポーターの長野と平日版のリポーターの平石（2016年3月までは富川）がメインキャスターを担当していた。
「サンプロ」や「フロントライン」では不定期で扱われたスポーツコーナーや2番組ともに扱わなかった天気予報のコーナーも設けられていた。

## 出演者
| 期間 | 期間       | メインキャスター | サブキャスター | スポーツ・天気キャスター | コメンテーター  | フィールドキャスター |
| --- | ---------- | ---------------- | -------------- | ------------------------ | --------------- | -------------------- |
| 2011.10.02 | 2011.11.27 | 長野智子3        | 富川悠太1      | 竹内由恵                 | 星浩2 後藤謙次2 | 矢島悠子             |
| 2011.12.04 | 2015.03.29 | 長野智子3        | 富川悠太1      | 竹内由恵                 | 星浩2 後藤謙次2 | 矢島悠子             |
| 2015.04.05 | 2016.03.27 | 長野智子3        | 富川悠太1      | 久冨慶子                 | 後藤謙次1・3    | 矢島悠子             |
| 2016.04.03 | 2016.12.25 | 長野智子3        | 平石直之1      | 久冨慶子                 | 後藤謙次1・3    | 矢島悠子             |
| 2017.01.08 | 2017.04.02 | 長野智子3        | 平石直之1      | 久冨慶子                 | 後藤謙次1・3    | 林美沙希3            |
| - 長野・星・後藤以外は全員テレビ朝日アナウンサー（番組終了時点）。 - 長野はニュース並びに番組全体の司会進行を担当。 - 星は出演当時朝日新聞編集委員所属。 - 1 平日版にも出演（富川は2016年3月まで、後藤は同年4月から）。 - 2 『サンデー・フロントライン』から続役。 - 3 『サンデーステーション』も続役。 |            |                  |                |                          |                 |                      |

## 放送時間
- すべて日本時間で表す。

| 期間      | 期間      | 放送時間（JST）             |
| --------- | --------- | --------------------------- |
| 2011.10.2 | 2015.3.29 | 日曜 10:00 - 11:45（105分） |
| 2015.4.5  | 2017.4.2  | 日曜 16:30 - 18:00（90分）  |

昼前時代
- 年末年始と重なる場合は特別編成のため休止。また、毎年11月第1日曜日の『全日本大学駅伝対校選手権大会』（テレビ朝日・名古屋テレビ共同制作）放送時も休止となっていた。
- 2012年3月11日は東日本大震災が発生して1年にあたるため、当番組は9:30に30分前倒し・拡大して放送された。
- 2012年6月17日は「第112回全米オープンゴルフ 第3日目」中継を8:00 - 11:00に放送するため、放送時間を11:00 - 11:45に1時間繰り下げ・短縮して放送。
- 2012年10月28日は「フィギュアグランプリシリーズ2012 カナダ大会 男女フリー」中継を9:00 - 11:00に放送するため、放送時間を11:00 - 11:45に1時間繰り下げ・短縮して放送。
- 2013年1月6日・2014年1月5日は「新春スペシャル」として10:00 - 12:55に70分拡大放送。
- 2013年9月8日は2020年夏季五輪が東京開催決定したことから、五輪決定に関する特別編成で番組を9:00に1時間前倒し・拡大し『題名のない音楽会』『砂羽と可奈子があの街の美味しいギャップ大発見!だけど食堂』（後者は朝日放送制作）は休止となった（当日のテレビ欄によると仮に他の都市に開催が決定した場合は10:00からの通常編成となる予定だった）。
- 2014年6月15日は『一泊二日で五運成就!? よくばり開運ツアー（箱根・富士山編）』を（ローカルセールス枠として）再放送するため、17:30から『ANNスーパーJチャンネル』を内包し、16:00 - 18:00（6時間繰り下げ、15分拡大）に放送、直前のプロ野球中継「東北楽天VS巨人」（koboスタ宮城。14:00 - 16:00）との接続はステブレレスとなった。本来の放送時間は穴埋めされた。
- 2014年8月3日は『ナニコレ珍百景特別編 みんな集まれ!!夏祭りSP』（8:30 - 11:45、「1日丸ごと夏祭りデー」内）のため、休止となった。
- 2014年12月28日は「年末スペシャル」として、放送時間を16:00 - 18:00と開始を6時間繰り下げ。本来の放送時間は『年末!カラダを大そうじ ニッポンの湯治旅スペシャル』を放送。
- 2015年2月1日はISILによる日本人拘束事件でジャーナリスト・後藤健二[注 5]が殺害された報道を受けたことに伴う特別編成で番組を9:00に前倒し・拡大し『題名のない音楽会』『ペットの王国 ワンだランド』（後者は朝日放送制作）は休止となった（当日のテレビ欄によると10:00からの通常編成となる予定だった）。

夕方時代
- 年末年始と重なる場合は特別編成のため休止され、代替として17時台または18時台に30分間の『ANNスーパーJチャンネル』が編成された。
- 2015年9月13日・2016年9月11日は『日本女子プロゴルフ選手権大会コニカミノルタ杯 最終日』（朝日放送制作・録画放送）を14:00 - 15:55（13:55 - 14:00に直前情報を別途放送）に放送するため、16:00 - 18:00に30分前倒し・拡大放送。
- 2015年10月18日・2016年10月16日は富士通レディース、2015年11月1日・2016年10月30日はマイナビABC&樋口久子 レディスゴルフトーナメントを夕刻に放送するため、それぞれ17:25 - 18:00に55分繰り下げ・短縮して放送。
- 2015年12月27日・2016年12月25日は「年末スペシャル」として16:00 - 18:00に30分前倒し・拡大して放送。
- 2016年3月6日は16:00 - 18:00に30分前倒し・拡大放送。
- 2016年6月12日は16:00 - 18:00に30分前倒し・拡大放送、一部地域は通常通りの開始時刻である16:30から飛び乗り。

## 番組構成
ニュース
平日夜の『報道ステーション』や前番組の『ANNスーパーJチャンネル（日曜版）』と同様、最新のニュースが伝えられる。放送枠を日曜夕方に移動した2015年度からは、17時台後半から行なわれていた。
スポーツ
竹内→久冨が伝える最新のスポーツニュースコーナー。元プロ野球選手の古田敦也のコーナーもあった。
特集
2011年9月まで放送された、『報道発 ドキュメンタリ宣言』を引き継いだ格好の特集コーナー。日曜昼前時代は11時台の放送。
ビッグデーターキーワードランキング
一週間におきた出来事をPC、スマホ等の検索数をもとに総合トップ10と男女別トップ5をTBS系で放送された『ザ・ベストテン』のランキングボード風に表示する。ランクインされた出来事の内取り上げるのは、番組前半のニュース等で伝えなかった事を中心に取り上げる。一部芸能関連の話題もランクインされていれば取り上げる。
天気予報
竹内→久冨が伝える。
報道ステーションSUNDAY×政治
スタジオで長野が政治家や識者へインタビュー。
富川リポート
富川の取材を振り返り、その中から話題を取り上げる。
2013年11月24日には、東日本放送（当番組を同時ネットで放送するテレビ朝日の系列局）・NHK仙台放送局・東北放送・仙台放送・ミヤギテレビの共同制作による東北楽天ゴールデンイーグルスのパシフィック・リーグおよび日本シリーズ優勝パレード中継を、全国向けの番組では唯一生放送。富川は、松本龍・渋佐和佳奈（いずれも出演当時は東日本放送アナウンサー）と共に、パレードのルートである東二番丁（仙台市）沿いのビルからパレードの模様を伝えた。

## テーマ曲
- 初代（2011年10月2日 - 2016年4月10日）
  - テーマ曲：森田真奈美「I am -Sunday Version-」[6]
    - 平日版と比べて若干アレンジが異なる。

  - スポーツ：「MOVE ON」（KAZSIN）
- 2代目（2016年4月17日 - 2017年4月2日）
  - テーマ曲：J Squad「Starting Five」
    - 平日版と共用。

  - スポーツ：「Miracle Shot」（KAZSIN）

## ネット局
| 放送対象地域   | 放送局                        | 系列           | 放送日時             | 放送日時             |
| 放送対象地域   | 放送局                        | 系列           | 昼前時代             | 夕方時代             |
| -------------- | ----------------------------- | -------------- | -------------------- | -------------------- |
| 関東広域圏     | テレビ朝日（EX） 【制作局】   | テレビ朝日系列 | 日曜日 10:00 - 11:45 | 日曜日 16:30 - 18:00 |
| 山形県         | 山形テレビ（YTS）             | テレビ朝日系列 | 日曜日 10:00 - 11:45 | 日曜日 16:30 - 18:00 |
| 長野県         | 長野朝日放送（abn）           | テレビ朝日系列 | 日曜日 10:00 - 11:45 | 日曜日 16:30 - 18:00 |
| 石川県         | 北陸朝日放送（HAB）           | テレビ朝日系列 | 日曜日 10:00 - 11:45 | 日曜日 16:30 - 18:00 |
| 香川県・岡山県 | 瀬戸内海放送（KSB）           | テレビ朝日系列 | 日曜日 10:00 - 11:45 | 日曜日 16:30 - 18:00 |
| 北海道         | 北海道テレビ（HTB）☆          | テレビ朝日系列 | 日曜日 10:00 - 11:45 | 日曜日 16:30 - 17:55 |
| 青森県         | 青森朝日放送（ABA）           | テレビ朝日系列 | 日曜日 10:00 - 11:45 | 日曜日 16:30 - 17:55 |
| 岩手県         | 岩手朝日テレビ（IAT）         | テレビ朝日系列 | 日曜日 10:00 - 11:45 | 日曜日 16:30 - 17:55 |
| 宮城県         | 東日本放送（KHB）☆            | テレビ朝日系列 | 日曜日 10:00 - 11:45 | 日曜日 16:30 - 17:55 |
| 秋田県         | 秋田朝日放送（AAB）           | テレビ朝日系列 | 日曜日 10:00 - 11:45 | 日曜日 16:30 - 17:55 |
| 福島県         | 福島放送（KFB）               | テレビ朝日系列 | 日曜日 10:00 - 11:45 | 日曜日 16:30 - 17:55 |
| 新潟県         | 新潟テレビ21（UX）            | テレビ朝日系列 | 日曜日 10:00 - 11:45 | 日曜日 16:30 - 17:55 |
| 静岡県         | 静岡朝日テレビ（SATV）        | テレビ朝日系列 | 日曜日 10:00 - 11:45 | 日曜日 16:30 - 17:55 |
| 中京広域圏     | 名古屋テレビ（メ〜テレ/NBN）☆ | テレビ朝日系列 | 日曜日 10:00 - 11:45 | 日曜日 16:30 - 17:55 |
| 近畿広域圏     | 朝日放送（ABC）☆              | テレビ朝日系列 | 日曜日 10:00 - 11:45 | 日曜日 16:30 - 17:55 |
| 広島県         | 広島ホームテレビ（HOME）☆     | テレビ朝日系列 | 日曜日 10:00 - 11:45 | 日曜日 16:30 - 17:55 |
| 山口県         | 山口朝日放送（yab）           | テレビ朝日系列 | 日曜日 10:00 - 11:45 | 日曜日 16:30 - 17:55 |
| 愛媛県         | 愛媛朝日テレビ（eat）         | テレビ朝日系列 | 日曜日 10:00 - 11:45 | 日曜日 16:30 - 17:55 |
| 福岡県         | 九州朝日放送（KBC）☆          | テレビ朝日系列 | 日曜日 10:00 - 11:45 | 日曜日 16:30 - 17:55 |
| 長崎県         | 長崎文化放送（ncc）           | テレビ朝日系列 | 日曜日 10:00 - 11:45 | 日曜日 16:30 - 17:55 |
| 熊本県         | 熊本朝日放送（KAB）           | テレビ朝日系列 | 日曜日 10:00 - 11:45 | 日曜日 16:30 - 17:55 |
| 大分県         | 大分朝日放送（OAB）           | テレビ朝日系列 | 日曜日 10:00 - 11:45 | 日曜日 16:30 - 17:55 |
| 鹿児島県       | 鹿児島放送（KKB）             | テレビ朝日系列 | 日曜日 10:00 - 11:45 | 日曜日 16:30 - 17:55 |
| 沖縄県         | 琉球朝日放送（QAB）           | テレビ朝日系列 | 日曜日 10:00 - 11:45 | 日曜日 16:30 - 17:55 |

- 枠移動後、ネット局により放送終了時刻にずれがある。これは番組末尾に設定されているローカル枠の途中で早く切り上げ、別のミニ番組を放送する局があるためである。このため、一部系列局ではローカルニュースの終了後、通常編成では17:55以降のエンディングトークを放送しなかった。
- 日曜昼前に放送していた2014年度までは、系列局が当番組の放送時間帯で以下の事例に該当する場合に、基本として当番組の放送を休止。当番組が生放送であることから、当該局では、放送当日の別の時間や後日の振り替え放送を実施しなかった。
  - 系列局が、サービスエリア内で開催される全国高等学校野球選手権大会（夏の甲子園）地方大会の試合を中継する場合（基本としてローカル放送）。
  - 夏の甲子園全国大会において、当該時間帯に開催の試合を朝日放送で中継する場合。
  - 夏の甲子園全国大会において、当該時間帯に開催の試合に出場する代表校の地元系列局が、朝日放送制作の試合中継を同時ネットで放送する場合。
  - 系列局が、サービスエリア内で開催されるマラソン大会を中継する場合。
  - 日本野球機構加盟プロ野球球団の本拠地がサービスエリア内にある系列局が、サービスエリア内で開催される優勝パレードを中継する場合。
- 放送枠を日曜夕方に移動した2015年度からは、当番組の後半（17:25 - 17:50）を全国ニュースパートに充てていた。そのため、当番組の放送時間帯で以下の事例に該当する系列局では、16:30 - 17:25までのパートを臨時にネット返上とし、17:25に飛び乗り形式で当番組を途中から放送していた。なお、17:25から飛び乗る場合には、全国ニュースパートおよびローカルニュースのみ放送。全国ニュースパートでは、タイトル映像や出演者の挨拶を割愛したうえで、ネームテロップのみ表示していた。
  - 日本野球機構加盟プロ野球球団の本拠地がサービスエリア内にある系列局（備考欄で☆マークを付けた局=北海道テレビ・東日本放送・メ〜テレ[注 8]・朝日放送・広島ホームテレビ・九州朝日放送）で、プロ野球デーゲーム中継（主にローカル放送）の放送時間を、当番組の放送枠内に設定した延長オプション（最大17:25）の行使によって延長する場合。
    - ただし、2016年度の後期からは、17:25の飛び乗り点が廃止され、特別編成時に17:25から飛び乗りで放送していた局も、プロ野球中継を途中で打ち切るなどして、全局フルネットで放送した。このため、テレビ欄からは「最大延長17:25」の表記がなくなった。

  - 2015年度以降の夏の甲子園全国大会期間中の朝日放送は、プロ野球開催時とは事象が異なり、17:25からのANN全国ニュースコーナーの時点で試合が続いている場合は、ANNニュースコーナーを含めて完全休止・欠番（この場合、試合終了時間に合わせて、『ABCニュース』〈ローカルニュース〉を代替として編成する場合あり）となるが、17:25までに試合が終わった場合はプロ野球開催時と同じ対応をとっていた（雨天中止時はフルバージョンであった）。
    - ただし、2016年8月21日の決勝戦が放送された日は朝日放送・北海道テレビでは16:30までの放送予定だった[注 9]が、中継が延長されたため16:50で放送が終了。通常は実施される17:25のANN枠から飛び乗り放送は行われず、当番組を臨時で全編ネット返上。16:50 - 17:48に朝日放送は『相棒 season14』（再放送）を、北海道テレビは『匿名探偵』（再放送）を、17:48 - 17:55に朝日放送は『ABCニュース』、北海道テレビは『HTBニュース』をそれぞれ放送した。